# Zsuzsanna Budapest
Zsuzsanna Emese Mokcsay (* 30. Januar 1940 in Budapest) ist eine in Amerika lebende ungarische Autorin, Journalistin, Dramatikerin und Songwriterin, die unter dem Pseudonym Zsuzsanna Budapest oder Z. Budapest über feministische Spiritualität und Dianisches Wicca schreibt.

## Leben und Wirken
Z. Budapest wurde in Budapest geboren. Ihre Mutter Masika Szilagyi war ein Medium, eine praktizierende Hexe und eine professionelle Bildhauerin, deren Arbeit Themen der Göttin und der Naturspiritualität widerspiegelte. Zur Zeit des Ausbruchs der ungarischen Revolution 1956 floh sie als politischer Flüchtling nach Österreich. Sie beendete das Gymnasium in Innsbruck, absolvierte ein zweisprachiges Gymnasium und erhielt ein Stipendium an der Universität Wien, wo sie Sprachen studierte.
1959 wanderte sie in die USA aus und studierte an der Universität von Chicago bei Viola Spolin, und der Improvisationstheatergruppe The Second City. Sie heiratete und bekam zwei Söhne. Später wurde sie geschieden und bekannte sich zur Homosexualität.
Z. Budapest zog 1970 von New York City nach Los Angeles und wurde Aktivistin in der Frauenbefreiungsbewegung. Sie war viele Jahre lang Mitarbeiterin des ersten Frauenzentrums in den USA, wurde Gründerin und Hohepriesterin des Susan B. Anthony Coven # 1, dem 1971 gegründeten ersten Hexenzirkel nur für Frauen, und begründete den Dianic Wicca-Typ nur für Frauen. Sie war verantwortlich für die Schaffung einer Anti-Vergewaltigungs-Gruppe und der Take Back the Night-Bewegung in Südkalifornien und ermöglichte viele ihrer Straßenmärsche.
Sie ist Gründerin und Direktorin des Women's Spirituality Forum, einer gemeinnützigen Organisation mit Vorträgen, Exerzitien und anderen Veranstaltungen, und leitete in den 1980er Jahren die Kabelfernsehshow namens 13th Heaven, die sieben Jahre lang gesendet wurde. Sie führte eine Online-Autobiographie mit dem Titel „Fly by Night“ und schrieb für die Religionsabteilung des San Francisco Examiner über Themen im Zusammenhang mit heidnischen Religionen. Ihr Stück The Rise of the Fates wurde Mitte der 1970er Jahre in Los Angeles uraufgeführt. Sie ist Komponistin mehrerer Songs, darunter „We All Come From The Goddess“.
Zsuzsanna Budapest lebt in der Nähe von Santa Cruz (Kalifornien).

## Kontroversen

### Transphobie
Z. Budapest wird von einigen in der neopaganischen Gemeinschaft als transphobisch angesehen. Sie führte auf der PantheaCon im Februar 2011 ein Ritual durch, das ausschließlich Cisgender-Frauen vom Circle of Cerridwen vorbehalten war. Dies verursachte eine Menge Gegenreaktionen, die viele dazu veranlassten, Dianic Wicca als inhärent transphobisch zu kritisieren. Teilnehmer und Autoren der neopaganischen Szene schrieben Artikel, veranstalteten stille Proteste und schrieben offene Briefe an Budapest.

### Hexenjagd
1975 wurde sie in ihrem Kerzen- und Buchladen in Venice (Kalifornien) wegen Wahrsagerei verhaftet, nachdem eine verdeckt ermittelnde Polizistin von ihr eine Tarot-Lesung erhalten hatte. In der Folge wurde Z. Budapest wegen Verstoßes gegen ein Gesetz der Rechtswidrigkeit der Wahrsagerei angeklagt. Der Prozess erweckte großes Medieninteresse und löste Demonstrationen aus. Z. Budapest wurde für schuldig befunden. Anschließend setzte sie sich mit ihrem Rechtsbeistand für die Etablierung von Wicca und insbesondere Dianic Wicca als Religion ein. Der Oberste Gerichtshof des Staates hob den gegen sie ergangenen Schuldspruch als verfassungswidrig und als Verstoß gegen das Gesetz über die Religionsfreiheit auf. Sie wurde freigesprochen und die Gesetze gegen Wahrsagerei wurden aus dem kalifornischen Recht gestrichen.

## Bücher (Auswahl)

### Deutsche Übersetzungen
- Selene. Verlag Frauenoffensive, München 1977, ISBN 978-3-88104-018-1.
- Herrin der Dunkelheit, Königin des Lichts. Bauer, Freiburg im Breisgau 1987, ISBN 978-3-7626-0322-1.
- Mond-Magie. Goldmann, München 1993, ISBN 978-3-442-12200-4.
- Die Göttin im Büro. Spirituelle Tips und magische Ideen für den Arbeitsplatz. Goldmann, München 1994, ISBN 978-3-442-12238-7.
- Die Göttin im Schlafzimmer. Goldmann, München 1995, ISBN 978-3-442-12263-9.
- Das magische Jahr. Mythen, Mondaspekte, Rituale; ein immerwährender Frauenkalender. Hugendubel, München 1996, ISBN 978-3-89631-143-6.
- Der Einfluß der Schicksalsgöttinnen. Droemer Knaur, München 1999, ISBN 978-3-426-86227-8.
- Das Lebensbuch für Frauen. Hugendubel, Kreuzlingen 2004, 2004 ISBN 978-3-7205-2504-6.

### Englischsprachige Bücher
- The Holy Book of Women's Mysteries. Feminist Witchcraft, Goddess Rituals, Spellcasting and Other Womanly Arts. Wingbow Press, 1989, ISBN 0-914728-67-9, ISBN 978-0-914728-67-2.
- The Grandmother of Time. A Woman's Book of Celebrations, Spells, and Sacred Objects for Every Month of the Year, HarperOne, 1989, ISBN 0-06-250109-7, ISBN 978-0-06-250109-7.
- Grandmother Moon. Lunar Magic in Our Lives—Spells, Rituals, Goddesses, Legends, and Emotions Under the Moon. HarperSanFrancisco, 1991, ISBN 0-06-250114-3.
- The Goddess in the Office. A Personal Energy Guide for the Spiritual Warrior at Work. HarperOne, 1993, ISBN 978-0-06-250087-8.
- The Goddess in the Bedroom. A Passionate Woman's Guide to Celebrating Sexuality Every Night of the Week. HarperSanFrancisco, 1995, ISBN 0-06-251186-6, ISBN 978-0-06-251186-7.
- Summoning the Fates. A Woman's Guide to Destiny. Three Rivers Press, 1999, ISBN 978-0-609-80277-9.

## Theater
- The Rise of the Fates: A Woman's Passion Play. A mystical comedy in eight acts. Los Angeles: Susan B. Anthony Coven No. 1976.

## Film
- The Occult Experience 1987 Cinetel Productions Ltd (VHS Sony/Columbia-Tristar 5. August 1992)
- Gathering the Goddess, a documentary of her first festival (in south central Texas) DVD-R Amazon CreateSpace Title #306207
- Z Budapest's Goddess Kits: Sex & Goddess DVD-R Amazon CreateSpace Title #306094